# Le Camerlingue Ildebrandino Pagliaresi
Le Camerlingue Ildebrandino Pagliaresi est le sujet d'une tavoletta di Biccherna, une peinture sur bois siennoise peinte par Dietisalvi di Speme en 1264.

## Histoire
Ces tablettes avaient pour but de servir de reliure pour les comptes de la Biccherna gérés par le camerlingue désigné par les autorités de la cité de Sienne pendant six mois et archivées ensuite dans les Archivio di Stato di Siena devenus les archives nationales. Ils prirent l'habitude de confier à un peintre reconnu de décorer la tablette supérieure, en souvenir de leur engagement, pour la postérité.
Celle-ci montre le camerlingue Ildebrandino Pagliaresi devant sa table de travail. La peinture fut payée 10 sous au peintre.

## Iconographie
Cette tablette fait partie des toutes premières ne comportant représenté, dans la moitié supérieure du format, que le camerlingue accompagné d'un écusson et d'un texte le décrivant ainsi que le nom du podestat qui contrôlait alors la cité.
La moitié inférieure du format est vide, laisse apparaître le bois sous la trace de la courroie réunissant les documents entre les deux tablettes.

## Description
Le camerlingue est montré devant sa banque (une table de travail médiévale : un panneau sur deux tréteaux) sur laquelle repose le registre, la bourse et des pièces de monnaie. Il est placé dans une architecture, encadré de colonnes à chapiteaux sous une arcade soutenant un toit de tuiles bleues.
À gauche le texte :
[L]IBER ILDIBRA[N]DINI P[A]LLIA[R]E[N]SIS CAM[ERARII] COM[UN]IS SEN[ARUM] T[EM]P[OR]E D[OMI]NI UGOLINI DE SEXU DEI REGIA GRA[TIA] SEN[ENSIS] POT[EST]ATIS ULTIMIS SEX M[EN]SIBUS SUI REGIMINIS ANNO D[OMI]NI
exprime l'identité représentée et le temps de l'exercice des comptes : « Livre d'or du camerlingue de la commune de Ildebrandino Pagliaresi de Sienne au temps de Dom Ugolino di Sesso, podestat de Sienne par la grâce divine, dans les six derniers mois de son règne, anno domini 1264 ", et le nom du podestat (Dom Ugolino di Sesso) exerçant sa charge le dernier semestre de l'année 1264, ce qui est précisé à la fin du texte (MCCLXIIII ).

## Sources
- Enzo Carli, Les Tablettes peintes de la "Biccherna" et de la "Gabella" de l'ancienne république de Sienne, in-8°, Electa Editrice, Milan - Florence, 195,  no 03 décrite p. 10.